# Campionati mondiali di maratona canoa/kayak 2001
I Campionati mondiali di maratona canoa/kayak 2001 sono stati la 9ª edizione della manifestazione. Si sono svolti a Stockton-on-Tees, in Inghilterra, il 1 e il 2 settembre 2001.

## Medagliere
| Pos.   | Paese         | Oro | Argento | Bronzo | Totale |
| ------ | ------------- | --- | ------- | ------ | ------ |
| 1      | Gran Bretagna | 2   | 0       | 0      | 2      |
| 2      | Ungheria      | 1   | 3       | 1      | 5      |
| 3      | Rep. Ceca     | 1   | 1       | 0      | 2      |
| 4      | Spagna        | 1   | 0       | 3      | 4      |
| 5      | Norvegia      | 1   | 0       | 0      | 1      |
| 6      | Australia     | 0   | 1       | 1      | 2      |
| 7      | Italia        | 0   | 1       | 0      | 1      |
| 8      | Francia       | 0   | 0       | 1      | 1      |
| 8      | Polonia       | 0   | 0       | 1      | 1      |
| Totale | Totale        | 6   | 6       | 6      | 18     |

## Podi

### Uomini
| Evento | Oro                                             | Perform.   | Argento                                   | Perform. | Bronzo                                         | Perform. |
| Canoa  |                                                 |            |                                           |          |                                                |          |
| C-1    | Pavel Bednár                                    | 2h51'18"   | Pál Pétervári                             | 2h51'32" | Pedro Areal                                    | 2h51'46" |
| C-2    | Ungheria Edvin Csabai Attila Györe              | 2h44'35"04 | Ungheria Istvan Koncz Aron Gajarszki      | 2h38'01" | Francia Lionel Dubois Dunilac Pascal Sylvoz    | 2h39'12" |
| K-1    | Manuel Busto Fernández                          | 2h27'05"   | Michael Leverett                          | 2h27'07" | Attila Jámbor                                  | 2h27'16" |
| K-2    | Norvegia Eirik Verås Larsen Nils Olav Fjeldheim | 2h15'48"   | Rep. Ceca Martin Kolanda Branislav Sramek | 2h15'50" | Spagna Jorge Alonso González Santiago Guerrero | 2h16'34" |

### Donne
| Evento | Oro                                     | Perform. | Argento                              | Perform. | Bronzo                                      | Perform.   |
| Canoa  |                                         |          |                                      |          |                                             |            |
| K-1    | Anna Hemmings                           | 2h47'10" | Elisabetta Introini                  | 2h47'19" | Mara Santos Chantal Meek                    | 2h47'20"60 |
| K-2    | Gran Bretagna Anna Hemmings Helen Gilby | 2h32'03" | Ungheria Kornelia Szonda Renata Csay | 2h32'07" | Polonia Barbara Przybylska Magdalena Sendal | 2h34'32"   |